# Mircea Eliade
Mircea Eliade (9. března 1907, Bukurešť – 22. dubna 1986, Chicago) byl rumunský religionista, historik a filosof náboženství, spisovatel, esejista, kritik, profesor a také diplomat fašistického Rumunska (1940–1944), od roku 1966 naturalizovaný Američan. Hovořil plynně rumunsky, francouzsky, německy, italsky a anglicky, ovládal také hebrejštinu, perštinu a sanskrt. Pro religionistiku jde o jednu z nejdůležitějších postav vůbec.

## Život
V roce 1928 se na Bukurešťské univerzitě setkal s Emilem Cioranem a Eugène Ionescem. V tomto období Eliade udržoval styky se Železnou gardou (Garda de Fier), krajně pravicovou politickou organizací.

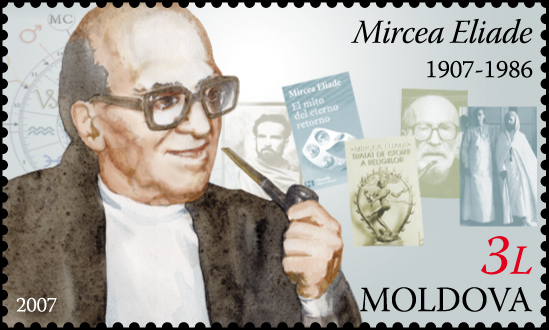
Moldavská známka s Eliadovou podobiznou

Léta 1928–1931 zahrnují jedno z nejdůležitějších Eliadových období – pobyt v Indii. Po získání soukromého stipendia se v Kalkatě věnuje studiu sanskrtu a jógy. Učitelem se mu stává indický filozof Surendranath Dasgupta, do jehož dcery Maitreyi se Eliade zamiluje. Protože jde o nerovný vztah, musí Eliade opustit učitelův dům a odchází meditovat do jednoho himálajského kláštera.
Po návratu z Indie vydává své vzpomínky a v roce 1933 román Maitreyi, který ho okamžitě v Rumunsku proslaví. V březnu 1940 byl s podporou rumunského ministra propagandy Constantina Giuresca jmenován kulturním atašé při velvyslanectví Rumunska v Londýně a téhož roku vycházejí fantastické novely Tajemství doktora Honigbergera (rumunsky Secretul doctorului Honigberger) a Noci v Šúrámpuru  (Nopți la Serampore). V létě roku 1940 se v Rumunsku diktatura krále Carola II transformovala v totalitní fašistický režim orientovaný na Německo. V únoru 1941, poté co Velká Británie přerušila diplomatické styky s Rumunskem, je Eliade přemístěn do Portugalska, kde pracuje na velvyslanectví v Lisabonu. V červenci 1942 přijíždí naposledy do Rumunska, aby osobně předal rumunskému diktátorovi Ionu Antonescovi poselství od portugalského ministerského předsedy Antonia Salazara. V období od listopadu do prosince 1944 napsal mnoho článků o Eliadově návratu Oscar Lemnaru.
Mircea Eliade se chce vrátit domů. Samozřejmě, že nemůžeme být proti tomu, ale zároveň mu z tisíce důvodů nemůžeme říci „buď vítán!“, (…) reprezentuje v cizině rumunský hitlerismus (…). Možná bylo by lepší, kdyby odjel do Indie.
Rok 1945 znamená pro Rumunsko konec fašistického režimu a následné tříleté období poměrnou svobodu – pro Eliadeho však definitivní odchod do exilu. Jeho fašistické postoje jsou nejvíce viditelné v knize věnované portugalskému ministerskému předsedovi Salazar a portugalská revoluce (Salazar și revoluția din Portugalia, 1942).
Eliade zemřel na mrtvici čtyři měsíce poté, co mu shořela jeho knihovna, kterou střádal celý svůj život.

## Literární dílo
Ve svém díle o dějinách náboženství je nejvíce ceněn pro spisy o šamanismu, józe a kosmologických mýtech. Jeho myšlení bylo značně ovlivněno dílem tradicionalistické školy, které také popularizoval. Ve svých autobiografických a fantasy titulech (např. Na dvoře Dionýsiově) se věnoval především osobní náboženské zkušenosti pravoslavného věřícího.
Mircea Eliade své myšlenky zakládá především na termínu posvátna. To se podle něj může projevovat například v nějakém předmětu či rostlině. Do protikladu k posvátnému klade profánní, což je něco zcela jiného, něco co je součástí běžného světa. Tyto dva pojmy popisuje jako „dvě modality bytí“ neboli existence člověka na světě.

### Posvátno
Posvátné a profánní klade jako paralelu k člověku archaickému a člověku modernímu. Archaický typ je člověkem náboženským, jenž má jakousi potřebu podílet se na posvátném. Moderní člověk a společnost jsou naopak charakteristické spíše desakralizací. Jak již bylo zmíněno, posvátno je pro Eliadeho zcela zásadním pojmem. Snaží se jej postihnout komplexně, tedy v jakémsi celku. K vysvětlení projevu posvátna používá pojem hierofanie. To znamená, že posvátno se nějakým způsobem projevuje a je založené na ontologické existenci. Vznikem hierofanie se prostor nestává jen posvátným, ale vznikají tak i zářezy do homogenního prostoru. Homogenní prostor, tedy svět profánní, jak jej nazývá, je protikladem světa posvátného. Hierofanií se mění homogennost prostoru, ale vznikají tak i jakési pevné středy, jež jsou základem stvoření světa pro náboženského člověka. Dějiny náboženství jsou podle Eliadeho „od těch nejprimitivnějších až po ta nejrozvinutější jakýmsi nahromaděním hierofanií, projevů posvátných skutečností“.

### Hierofanie, theofanie, kosmogonie
Hierofanie se projevuje jak v nejprimitivnějších věcech, tak i v nejvyšších projevech skutečností a zachovává si kontinuitu. Vyčleňuje se z „našeho“ světa, který přesahuje. Posvátný svět dokonce označuje za „skutečnost“. Je to svět, ve kterém cítí náboženský člověk potřebu přebývat a naplňuje ho klidem. Profánní svět je typický desakralizovanou společností. Za příčinu tohoto „úpadku“ považuje Eliade průmyslovou revoluci. Neustále předkládá, že tato nenáboženskost je důsledkem, jenž vznikl teprve nedávno. Člověk pocházející z tradiční společnosti je takzvaný homo religiosus neboli člověk náboženský.
Dalším vymezením posvátného světa je theofanie, termín který označuje budování posvátného světa, jenž je promítnutím díla bohů. Podle Eliadeho slov „posvěcuje určité místo právě tím, že je ‚otevírá‘ směrem nahoru, že je spojuje s nebem“. Vychází z potřeby žít v náboženském prostoru a řádu. To souvisí s dalším pojmem, tzv. kosmogonií, kdy dochází k vymezení posvátného prostoru určeného k obydlení. Tato oblast je buď již posvěcená nebo dílem bohů. Vždy zkrátka dochází k posvěcení, jenž je opakováním díla bohů. Zjevení posvátného prostoru je nesmírně důležité. Vzniká tak i jakýsi pevný bod zakládající střed světa, který umožňuje orientaci v chaosu a nalezení harmonie. Na takovém místě lze budovat posvátné stavby, jež jsou situovány do „středu světa“ a propojeny s transcendentem. Ve středu světa bývá také často umístěn takzvaný „universální sloup“, nazýván axis mundi. Ten je důležitý z hlediska spojení náboženského světa s nebem a s podsvětím. Umožňuje kontakt s bohy a zároveň propojuje všechny tři kosmické úrovně. Střed je jednou z nejdůležitějších náboženských představ, jelikož dává člověku myšlenku, že jeho svět je v blízkosti nebe a má tak i svůj pevný bod, díky němuž se může lépe orientovat. Z tohoto pohledu lze vysvětlovat i sakrální architekturu.

### Chaos a kosmos
Rozdílnost chaosu a kosmu je zcela jasná. Chaos je něco zmateného a neuspořádaného, kdežto kosmos je svět posvátný, řízený podle pravidel. Kosmos je tvořen vždy rituální kosmogonií, což vychází z přesvědčení, že „to, co se má stát ‚naším světem‘, musí být nejprve ‚stvořeno‘ a každé stvoření má určitý exemplární model, totiž stvoření universa bohy.“ To koresponduje s tím, že pro archaickou společnost bylo usazení na určitém místě životním rozhodnutím, kterému přikládali velkou vážnost. Což vysvětluje i další podstatný rozdíl mezi pojetím domova člověka náboženského a člověka moderní společnosti. Pro člověka moderní společnosti je dům spíše funkční stavbou, která nepředpokládá žádnou kosmogonii. Naopak náboženské stavby jsou posvátné a vždy „opakováním díla bohů“, které byly často doprovázeny i různými rituálními oběťmi. Eliade zmiňuje, že: „Sakrální architektura tedy pouze přejímá a rozvíjí kosmologický symbolismus, který je přítomen již ve struktuře primitivních obydlí.“

### Zhodnocení
Eliade tedy v celém svém výkladu podněcuje myšlenku, která vychází z jeho přesvědčení, že řád, kterým se má člověk řídit, lze nalézt pouze prostřednictvím posvátna, které se zjevuje a svou existencí je přirozeně přítomno pro každého náboženského člověka. Nepřímo tak kritizuje moderní společnost, která je podle něj ovlivněna průmyslovou revolucí a zvláště objevy vědy.
Eliadeho dílo bývá považováno za stavební kameny religionistiky, resp. vědy o náboženství.
Inspiraci Eliadeho dílem nalezla i česká výtvarnice Radka Bodzewicz, vystavující v pražské Galerii Václava Špály.

## Česky vydané tituly
- Konec světa v moderním umění: mýty a masová média. Plamen 8 / 1965.
- Slečna Kristýna, in: Pět rumunských novel. Odeon 1984.
- U Cikánek. Světová literatura 1 / 1985.
- Had. Odeon 1986.
- Bengálská noc. Odeon 1989. ISBN 80-7023-015-0
- Dějiny náboženského myšlení. Sv. I–IV. OIKOYMENH 1995. ISBN 80-238-0470-7 // ISBN 80-86005-19-4 // ISBN 80-86005-53-4 // ISBN 978-80-7298-281-3
- Hádání z kamenů. Argo 2000. ISBN 80-7203-255-0
- Iniciace, rituály, tajné společnosti. Portál 2024. ISBN 978-80-262-2214-9
- Jóga: nesmrtelnost a svoboda. Argo 1999. ISBN 80-7203-092-2
- Kováři a alchymisté. Argo 2000. ISBN 80-7203-320-4
- Mefisto a androgyn. OIKOYMENH 1997. ISBN 80-86005-51-8
- Mýtus o věčném návratu (archetypy a opakování). OIKOYMENH 1993. ISBN 80-85241-51-X
- Mýty, sny a mystéria. OIKOYMENH 1998. ISBN 80-86005-63-1
- Obrazy a symboly: [esej o magicko-náboženských symbolech]. Computer Press 2004. ISBN 80-7226-902-X
- Od Zalmoxida k Čingischánovi: srovnávací studie o náboženstvích a folkloru Dácie a východní Evropy. Argo 1997. ISBN 80-7203-132-5
- Slovník náboženství. Argo 2001. ISBN 80-7203-393-X
- Pojednání o dějinách náboženství. Argo 2004. ISBN 80-7203-589-4
- Posvátné a profánní. Česká křesťanská akademie 1994; OIKOYMENH 2006. ISBN 80-85795-11-6 // ISBN 80-7298-175-7
- Šamanismus a nejstarší techniky extáze. Argo 1997. ISBN 80-7203-153-8
- Paměti. H&H 2007. ISBN 80-7319-049-4
- Svatojánská noc. Academia 2019. ISBN 978-80-200-2946-1
- V hájemství snu. Aurora 1996. ISBN 80-85974-24-X